# زبیگنیف رلیگا
زبیگنیف رلیگا (لهستانی: Zbigniew Eugeniusz Religa؛ ۱۶ دسامبر ۱۹۳۸ – ۸ مارس ۲۰۰۹) یک جراح برجستهٔ قلب و سیاست‌مدار اهل لهستان بود.
او دانش‌آموختهٔ دانشگاه پزشکی ورشو بود و در همان‌جا تخصص جراحی گرفت. سپس ابتدا در سال ۱۹۷۳ به نیویورک رفت و در زمینهٔ جراحی عروق و بعد در سال ۱۹۷۵ میلادی در دیترویت در رشتهٔ جراحی قلب تخصص گرفت. وی در سال ۱۹۸۱ میلادی شایستگی خود را دریافت داشت و دانشیار شد. از سال ۱۹۸۰ تا ۱۹۸۴ میلادی، رلیگا در «مؤسسهٔ کاردیولوژی ورشو» مربیِ آموزشیِ دستیاران پزشکی بود و در سال ۱۹۸۴ رئیس دپارتمان جراحی قلب «کلینیک جراحی قلب و عروق زابژه» شد. در سال ۱۹۹۰ میلادی او به سِمَتِ استاد تمامِ «دانشگاه پزشکی سیلسیا» در کاتوویتس نائل آمد و مابین سال‌های ۱۹۹۷ تا ۱۹۹۹ رئیس آن دانشگاه بود. رلیگا در سال ۲۰۰۱ میلادی به ورشو بازگشت و مدیر «کلینیک شمارهٔ ۲ جراحی قلب» و «مؤسسهٔ کاردیولوژی» آن شهر شد.
رلیگا یکی از پیشگامان پیوند قلب در لهستان است و نخستین پیوند موفقیت‌آمیز قلب را در سال ۱۹۸۷ میلادی در لهستان انجام داد و بیمارش تا سال ۲۰۱۷ (۳۰ سال پس از پیوند) زنده بود. وی نخستین کسی است که در ژوئن ۱۹۹۵ میلادی، پیوند دریچهٔ قلب مصنوعی را (که از موادی از دریچه‌های قلب افراد مُرده بدست آمده بود) انجام داد.